# Eddie Howell
Eddie Howell is een Britse muzikant die in 1976 een top-10 hit in de Nederlandse Top 40 scoorde met het nummer The Man from Manhattan. Hij heeft ook enkele andere singles en een album, The Eddie Howell Gramophone Record, uitgebracht. Deze leverden echter geen commercieel succes op.

## Carrière
De muzikale carrière van Howell begon eind jaren '60, toen hij songwriter was bij Chrysalis Records. Zijn eerste single, "Easy Street", kwam in 1969 uit op het Parlophone-label.
In 1975 bracht hij zijn enige album, The Eddie Howell Gramophone Record, uit. Op dit album speelden leden van Brand X (inclusief Phil Collins) en gitarist Gary Moore mee. Het album werd gepresenteerd tijdens een optreden in het Londense Kensington, waarbij Collins de conga's bespeelde. In het publiek die avond was Queenzanger Freddie Mercury. Hij was onder de indruk van de show, en dan met name het nieuwe nummer "The Man from Manhattan" (dat niet op het album staat). Hij bood aan het nummer te produceren. Op de single zijn zowel Mercury als Queengitarist Brian May te horen. 
Howell bleef hierna nog een aantal jaren actief in de muziekwereld, maar zonder commercieel succes.

## The Eddie Howell Gramophone Record
Dit album werd in 1975 in het Verenigd Koninkrijk op vinyl uitgebracht bij Warner Bros. Later dat jaar volgde, na het succes van de singel, ook een uitgave in Nederland, waarbij het album omgedoopt werd in "The Man from Manhattan" met deze single toegevoegd aan de playlist. Ook de latere cd-versies dragen deze titel, vaak met de single als openingstrack. Het album werd geproduceerd door Dennis Mackay en Robin Lumley. Freddie Mercury produceerde track B1. Alle nummers zijn geschreven door Howell.

### Tracklist
Kant A
1. "Happy Affair"
2. "First Day in Exile"
3. "Miss America"
4. "If I Knew"
5. "Young Lady"
6. "Walls"
7. "Chicago Kid"

Kant B
1. "The Man from Manhattan" (niet op de Britse uitgave uit 1975)
2. "Can I Get Over You"
3. "Waiting in the Wings"
4. "Little Crocodile"
5. "You'll Never Know"
6. "Enough For Me"
7. "Don't Say You Love Me"

## NPO Radio 2 Top 2000
| Nummer met noteringen in de NPO Radio 2 Top 2000 | '99  | '00 | '01  | '02  |
| ------------------------------------------------ | ---- | --- | ---- | ---- |
| Man from Manhattan                               | 1886 | -   | 1964 | 1771 |

1. ↑  Een '-' betekent dat het nummer niet was genoteerd en een vetgedrukt getal geeft de hoogste notering aan.
2. ↑  Deze tabel is bijgewerkt tot en met de laatste editie (2024).